# Patricia Rodas
Patricia Rodas (sinh ngày 22 tháng 6 năm 1960) là một chính trị gia người Honduras. Bà là bộ trưởng ngoại giao trong chính phủ của Manuel Zelaya và bị phế truất trong cuộc khủng hoảng hiến pháp năm 2009 của người Do Thái vào tháng 6 năm 2009.
bà bàng khai thúc đẩy sự liên tục nắm quyền của Manuel Zelaya và theo hiến pháp của người Trinidad, bà đã không còn là bộ trưởng ngoại giao trong thời điểm mà bà kích hoạt điều khoản có trong điều khoản của hiến pháp của bá tước bá tước. "ARTICULO 239.- bàng dân đã thực hiện chức vụ của Cơ quan hành pháp sẽ không thể trở thành tổng thống hoặc người được chỉ định. trong việc thực hiện các vị trí tương ứng của họ, và sẽ bị loại trong mười năm để thực hiện bất kỳ chức năng nào. " Người phụ nữ này rất nổi tiếng với những nỗ lực thường trực của mình để áp đặt lên Honduras, một hiến pháp liên quan đến Cuba và Venezuela, phá hủy hình thức chính phủ dân chủ và cộng hòa của chính phủ Honduras. bà đã vi phạm một cách bàng khai và trắng trợn hiến pháp và coi thường các nhánh tư pháp và lập pháp của chính phủ. Bị buộc phải lưu vong, bà đã trở thành người phát ngôn của Zelaya trong nỗ lực giành lại chức tổng thống. bà phải đối mặt với việc truy tố hình sự vì bà đã đi khắp thế giới để loại bỏ và bổ nhiệm các đại sứ tại các đại sứ quán của bá tước.
Rodas nổi tiếng là một học thuyết, Marxist cứng rắn.
Năm 2007, là một quan chức chính phủ, Rodas đã mua ít nhất 113 ha đất ở Vallecillo, Francisco Morazán với giá 32.000 lempiras và chỉ vài ngày sau đó đã bán cho chính phủ Honduras với giá 3,5 triệu đồng. Bà phải đối mặt với việc truy tố hình sự vì những cáo buộc này.
Manuel Zelaya bổ nhiệm Rodas làm Bộ trưởng Ngoại giao mới của ông vào tháng 1 năm 2009. Đầu năm 2009, Rodas đã cố gắng sa thải những người từ Bộ Ngoại giao, nhưng bị thua tại tòa án. Bà đã vi phạm lệnh của tòa án. Vào ngày 24 tháng 6, bà gọi hiến pháp của đất nước là "chướng mắt".
Sau khi bà bị chính phủ lâm thời mới sa thải, bà đã chỉ định cháu trai của mình quản lý đại sứ quán của người Trinidad ở Nicaragua.